# Milan Krištof
Milan Krištof, hrvaški publicist in gospodarstvenik, * 5. februar 1872, Klanjec, † 9. junij 1927, Zagreb.
Rodil se je v družini Radoslava Krištofa. Osnovno šolo, gimnazijo in študij prava je končal v Zagrebu. Udeleženec sežiga madžarske zastave v Zagrebu 16. oktobra 1895. Soustanovitelj Hrvaške ljudske kmečke stranke. Dvakrat je bil odgovorni urednik Gospodarskega lista.